# Les Hauts-Talican
Les Hauts-Talican é uma comuna francesa na região administrativa de Altos da França, no departamento de Oise. Estende-se por uma área de 22.56 km². Em 2010 a comuna tinha 893 habitantes (densidade: 39,6 hab./km²).
Foi criada em 1 de janeiro de 2019, a partir da fusão das antigas comunas de Beaumont-les-Nonains (sede da comuna), La Neuville-Garnier e Villotran.